# Mirosław Mikietyński
Mirosław Benedykt Mikietyński (ur. 20 lutego 1957 w Okonku, zm. 20 listopada 2024) – polski lekarz i samorządowiec, w latach 2002–2010 prezydent Koszalina.

## Życiorys
Ukończył studia na Wydziale Lekarskim Pomorskiej Akademii Medycznej w Szczecinie. Pracował w Zakładzie Ubezpieczeń Społecznych, Powszechnym Zakładzie Ubezpieczeń, zespole opieki zdrowotnej w Białogardzie, pogotowiu ratunkowym w Koszalinie oraz Przedsiębiorstwie Połowów Dalekomorskich i Usług Rybackich „Gryf” w Szczecinie. W latach 1982–1991 był lekarzem oddziału chirurgii dziecięcej Szpitala Wojewódzkiego w Koszalinie. Od 1991 do 2002 pełnił funkcję dyrektora tego szpitala.
W wyborach w 1993 bez powodzenia ubiegał się o mandat poselski z ramienia KLD. W wyborach samorządowych w 2002 został wybrany na prezydenta miasta w pierwszej turze, uzyskując 50,62% głosów. W następnych wyborach w 2006 uzyskał reelekcję, wygrywając w pierwszej turze z wynikiem 20 066 głosów (61,23%).
W 2008 ujawnił publicznie, że cierpi na nieuleczalną rzadką chorobę. W czerwcu 2010 zapowiedział odejście na urlop i zwolnienie lekarskie. Zarządzanie Koszalinem przekazał sekretarzowi miasta Piotrowi Jedlińskiemu, którego powołał na stanowisko pierwszego zastępcy prezydenta miasta. Nie ubiegał się o reelekcję. W późniejszym czasie ujawniono, że dotknęło go stwardnienie zanikowe boczne, w wyniku którego został całkowicie sparaliżowany. Zmarł 20 listopada 2024. Został pochowany 27 listopada tego samego roku na Cmentarzu Komunalnym w Koszalinie.

## Odznaczenia i wyróżnienia
Odznaczony Krzyżem Kawalerskim (2009) i Krzyżem Oficerskim (2011) Orderu Odrodzenia Polski, Srebrnym Krzyżem Zasługi (2001), a także Odznaką Honorową za Zasługi dla Samorządu Terytorialnego (2015). W 2009 otrzymał tytuł honorowego obywatela Koszalina.

## Życie prywatne
Był żonaty z Urszulą, miał dwoje dzieci (Grzegorza i Michała).